# Tasmanoonops
Tasmanoonops is een geslacht van spinnen uit de  familie van de Orsolobidae.

## Soorten
- Tasmanoonops alipes Hickman, 1930
- Tasmanoonops australis Forster & Platnick, 1985
- Tasmanoonops buang Forster & Platnick, 1985
- Tasmanoonops buffalo Forster & Platnick, 1985
- Tasmanoonops complexus Forster & Platnick, 1985
- Tasmanoonops daviesae Forster & Platnick, 1985
- Tasmanoonops dorrigo Forster & Platnick, 1985
- Tasmanoonops drimus Forster & Platnick, 1985
- Tasmanoonops elongatus Forster & Platnick, 1985
- Tasmanoonops fulvus Hickman, 1979
- Tasmanoonops grayi Forster & Platnick, 1985
- Tasmanoonops hickmani Forster & Platnick, 1985
- Tasmanoonops hunti Forster & Platnick, 1985
- Tasmanoonops inornatus Hickman, 1979
- Tasmanoonops insulanus Forster & Platnick, 1985
- Tasmanoonops magnus Hickman, 1979
- Tasmanoonops mainae Forster & Platnick, 1985
- Tasmanoonops minutus Forster & Platnick, 1985
- Tasmanoonops mysticus Forster & Platnick, 1985
- Tasmanoonops oranus Forster & Platnick, 1985
- Tasmanoonops otimus Forster & Platnick, 1985
- Tasmanoonops pallidus Forster & Platnick, 1985
- Tasmanoonops parinus Forster & Platnick, 1985
- Tasmanoonops parvus Forster & Platnick, 1985
- Tasmanoonops pinus Forster & Platnick, 1985
- Tasmanoonops ripus Forster & Platnick, 1985
- Tasmanoonops septentrionalis Forster & Platnick, 1985
- Tasmanoonops trispinus Forster & Platnick, 1985
- Tasmanoonops unicus Forster & Platnick, 1985